# Lerryn
Lerryn est un village des Cornouailles, en Angleterre. Le village fait partie de la paroisse civile de St Veep.